# 하리우주

하리우 주의 위치

하리우주(에스토니아어: Harju maakond)는 에스토니아 북부에 위치한 주로 주도는 탈린(에스토니아의 수도이기도 함)이며 면적은 4,333km2, 인구는 528,468명(2011년 기준), 인구 밀도는 120명/km2, ISO 3166-2 코드는 EE-37이다. 핀란드만 남부 연안과 접하고 있고 동쪽으로는 래네비루 주, 남동쪽으로는 얘르바 주, 남쪽으로는 라플라 주, 남서쪽으로는 래네 주와 접한다.

주기
주 문장

## 하위 행정 구역

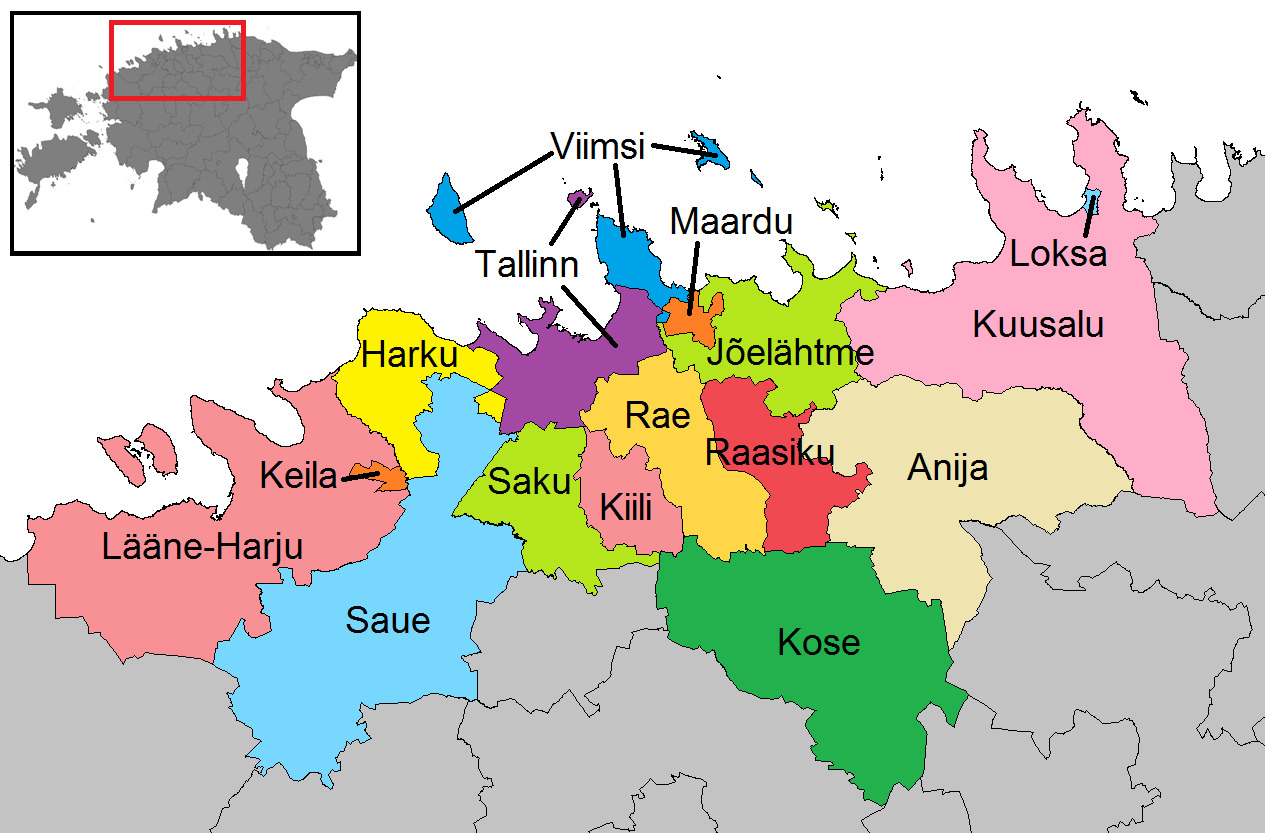
하리우 주의 하위 행정 구역

하리우 주는 16개 지방 자치체를 관할하는데 4개 시, 12개 군으로 나뉜다.
- 아니야군
- 하르쿠군
- 여엘래흐트메군
- 케일라시
- 킬리군
- 코세군
- 쿠살루군
- 록사시
- 래네하리우군
- 마르두시
- 라시쿠군
- 라에군
- 사쿠군
- 사우에군
- 탈린시
- 빔시군